# Pakulonan
Pakulonan is een bestuurslaag in het regentschap Tangerang Selatan van de provincie Banten, Indonesië. Pakulonan telt 13.470 inwoners (volkstelling 2010).